# Isaac Berger
Isaac "Ike" Berger, född 16 november 1936 i Jerusalem, död 4 juni 2022, var en amerikansk tyngdlyftare. Han vann en guldmedalj vid olympiska sommarspelen 1956, två silvermedaljer vid olympiska spelen 1960 och 1964 och satte fyra världsrekord mellan 1957 och 1964. Han har också vunnit två världsmästerskap.